# Hansjörg Vogel

Wappen von Hansjörg Vogel

Hansjörg Vogel (* 16. März 1951 in Bern) ist ein Schweizer Theologe. Er war von 1994 bis zu seinem Rücktritt 1995 römisch-katholischer Bischof von Basel.

## Leben
Am 28. November 1976 empfing Hansjörg Vogel die Priesterweihe. Nach seiner Wahl zum Bischof von Basel und der Bestätigung durch Papst Johannes Paul II. wurde er am 4. April 1994 zum Bischof geweiht. Die Bischofsweihe spendete ihm sein Vorgänger im Amt, Otto Wüst. Mitkonsekratoren waren der Bischof von Lausanne, Genf und Freiburg, Pierre Mamie, und der Basler Weihbischof Joseph Candolfi.
Am 2. Juni 1995 trat Vogel von seinem Amt zurück, nachdem bekannt geworden war, dass er bald Vater werden würde. Daraufhin heiratete er die damals 42-jährige Mutter seiner im September 1995 geborenen Tochter.
Er arbeitete von 1996 bis 1998 als Projektleiter beim Flüchtlingsdienst des Schweizerischen Arbeiterhilfswerkes und war danach wissenschaftlicher Mitarbeiter beim Therapiezentrum des Schweizerischen Roten Kreuzes für Folteropfer in Bern. Nebenbei machte er eine Ausbildung zum analytischen Psychologen am Carl-Gustav-Jung-Institut in Küsnacht. Von Januar 2001 bis zu seiner frühzeitigen Pensionierung 2011 war er als Ausländer- und Integrationsbeauftragter des Kantons Luzern tätig.

## Werke
- Busse als ganzheitliche Erneuerung. Praktisch-theologische Perspektiven einer zeitgemässen Umkehrpraxis, dargestellt am Fastenopfer der Schweizer Katholiken. Universitäts-Verlag, Freiburg im Üechtland 1990, ISBN 3727806664 (= Praktische Theologie im Dialog. Bd. 4).